# Lucha Libre AAA Worldwide
Lucha Libre AAA Worldwide (AAA) is een Mexicaanse worstelorganisatie in het professioneel worstelen dat opgericht werd in 1992 door Antonio Peña, nadat Peña wegging van  Consejo Mundial de Lucha Libre (CMLL). Het wordt normaal verwezen naar AAA (uitspraak: Triple A, een afkorting van Asistencia Asesoría y Administración). AAA heeft sinds de oprichting vele pay-per-views (PPV) georganiseerd over de jaren en niet alleen in Mexico maar ook in de Verenigde Staten en Japan.
Naast de conventionele "vierkante ring", gebruikt de organisatie af en toe een zeshoekige worstelring (TNA Wrestling gebruikte vroeger vaak ook een zeshoekige ring) en heeft het een reputatie vanwege zijn bizarre gimmicks en personages en heeft het de afgelopen jaren een meer extreme wedstrijdstijl ontwikkeld. In de loop der jaren heeft AAA samengewerkt met verschillende Noord-Amerikaanse promoties zoals de World Wrestling Federation (WWF, nu WWE) en World Championship Wrestling, terwijl ze momenteel werkrelaties heeft met de Mexican International Wrestling Revolution Group en Lucha Libre Elite-organisateis en de Amerikaanse Impact Wrestling, All Elite Wrestling (AEW) en Major League Wrestling (MLW) organisaties. AAA werkt ook samen met de internationale Japanse Pro Wrestling Noah promotie.

## Shows en toernooien
| Evenement           | Opmerkingen |
| ------------------- | --- |
| Rey de Reyes        | Dit is een toernooi en show dat traditioneel gehouden wordt in het begin van het jaar. |
| Triplemanía         | Dit is AAA's grootste evenement van het jaar. Dit is hun "WrestleMania". |
| Verano de Escándalo | Dit is een jaarlijks evenement aan het eind van de zomer. |
| Héroes Inmortales   | Gastheer van het Copa Antonio Peña-toernooi ter nagedachtenis aan de oprichter van AAA; gehouden rond de verjaardag van Peña's dood. Omgedoopt van Homenaje a Antonio Peña naar Heroes Inmortales in 2009. |
| Guerra de Titanes   | Dit is AAA's einde van het jaar pay-per-view (PPV) show in december. |

## Huidige kampioenschappen
| Kampioenschap                         | Kampioen                                                              | Datum             | Vorige kampioen                         | Evenement                    |
| ------------------------------------- | --------------------------------------------------------------------- | ----------------- | --------------------------------------- | ---------------------------- |
| AAA Mega Championship                 | Nic Nemeth                                                            | 27 april 2024     | VACANT                                  | Triplemanía XXXII: Monterrey |
| AAA Latin American Championship       | Daga                                                                  | 19 oktober 2019   | Drago                                   | Héroes Inmortales XIII       |
| AAA World Cruiserweight Championship  | Laredo Kid                                                            | 16 februari 2019  | Sammy Guevara                           | AAA Conquista Total          |
| AAA World Mini-Estrellas Championship | Dinastía                                                              | 16 maart 2019     | Mini Psycho Clown                       | AAA Vive Latino              |
| AAA World Tag Team Championship       | Lucha Brothers (Fénix and Pentagón Jr.)                               | 16 juni 2019      | The Young Bucks (Matt and Nick Jackson) | Verano de Escándalo          |
| AAA World Trios Championship          | Jinetes del Aire (El Hijo del Vikingo, Golden Magic and Myzteziz Jr.) | 3 augustus 2019   | Vacant                                  | Triplemanía XXVII            |
| AAA Reina de Reinas Championship      | Taya Valkyrie                                                         | 15 september 2019 | Tessa Blanchard                         | Lucha Invades NY             |
| AAA World Mixed Tag Team Championship | Lady Maravilla and Villano III Jr.                                    | 3 augustus 2019   | Big Mami and Niño Hamburguesa           | Triplemanía XXVII            |

## Voormalige titels
| Kampioenschap                                | Laatste kampioen                             | Datum van lancering | Datum opgeborgen                                                         |
| -------------------------------------------- | -------------------------------------------- | ------------------- | ------------------------------------------------------------------------ |
| AAA Americas Heavyweight Championship        | Sangre Chicana                               | 2 februari 1996     | 2005 - 2006                                                              |
| AAA Campeón de Campeones Championship        | Cibernético                                  | 15 juni, 1996       | 2005                                                                     |
| AAA Americas Trios Championship              | Villano III, IV en V                         | 8 maart 1996        | 1996                                                                     |
| AAA Fusión Championship                      | El Hijo del Fantasma                         | 3 november 2012     | 17 augustus 2014                                                         |
| AAA Mascot Tag Team Championship             | El Alebrije & Cuije                          | 13 december 2002    | 7 april 2009                                                             |
| AAA Northern Tag Team Championship           | Poder del Norte(Tigre Cota and Tito Santana) | 7 maart 2010        | Nooit opgeborgen, maar er waren geen titelverdedigingen meer sinds 2010. |
| AAA Parejas Increibles Tag Team Championship | Cibernético & Konnan                         | 12 juni 2010        | 2010                                                                     |
| Mexican National Atómicos Championship       | Vacant                                       | 9 augustus 1996     | 25 januari 2008                                                          |
| Mexican National Heavyweight Championship    | Charly Manson                                | 1926                | December 2008                                                            |
| Mexican National Middleweight Championship   | Octagón                                      | 1933                | December 2008                                                            |
| UWA World Light Heavyweight Championship     | El Mesias                                    | 25 november 1975    | 16 september 2007                                                        |
| IWC World Heavyweight Championship           | El Mesias                                    | 13 november 1993    | 16 september 2007                                                        |
| GPCW SUPER-X Monster Championship            | La Parka II                                  | Niet bekend         | 16 september 2007                                                        |